# Henri Rousseau

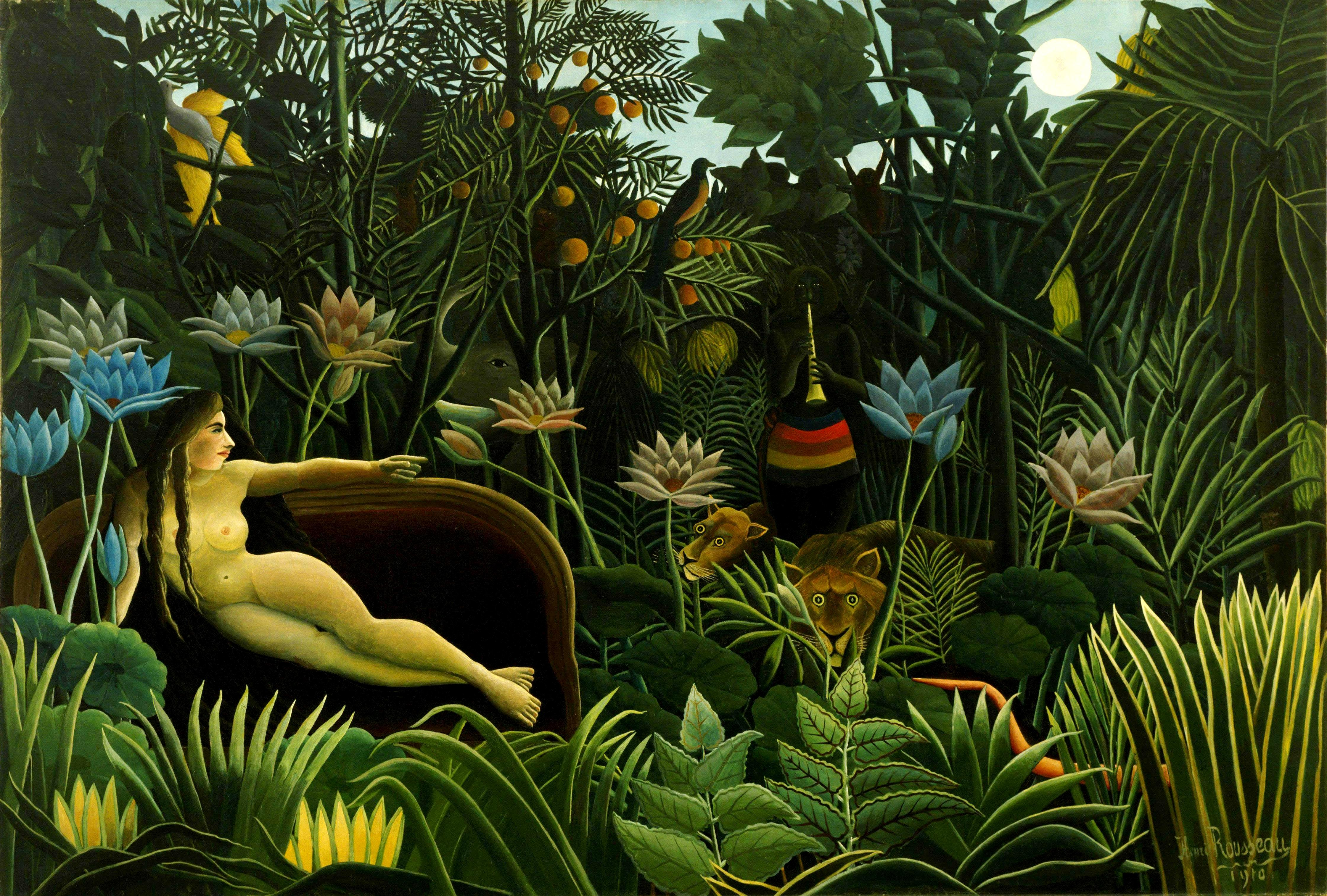
Le Rêve (De Droom), 1910, Museum of Modern Art, New York

Henri Julien Félix Rousseau (Laval, 21 mei 1844 - Parijs, 2 september 1910) was een Frans kunstschilder die bekend werd door zijn postimpressonistische schilderijen in een naïeve of primitieve stijl.

## Biografie
Hij droeg de bijnaam "Le Douanier", omdat hij bij de douane werkte. Zijn werk bleef lang onopgemerkt, maar eenmaal ontdekt werd het bejubeld om zijn artistieke kwaliteit.
Henri Rousseau werd geboren in Laval. Hij nam dienst in het leger en werkte onder andere in een tolhuisje aan de rand van Parijs. Pas op 40-jarige leeftijd begon hij met schilderen. Hij had geen artistieke opleiding genoten en kon dus onbelemmerd door tradities van de klassieke opleidingen werken. Tijdens zijn leven werd zijn werk niet gewaardeerd en zelfs belachelijk gemaakt. Rousseau zelf bleef echter altijd in zijn kunst geloven. Hij probeerde te werken in de stijl van de volgelingen van Ingres, maar dit is hem nooit gelukt. Hij kreeg veel kritiek op zijn kinderlijke stijl, en het werd hem verweten “dat hij maar wat aanprutste”. Als je zijn werk echter beter bekijkt, dan valt op dat zijn manier van schilderen zeer geraffineerd is. Zijn werk werd ook juist gewaardeerd vanwege de onschuldige primitieve kwaliteiten ervan. Het waren Spaanse schilders die hem opmerkten en hem tot de avant-garde rekenden. Maar in 1908 hield Pablo Picasso een banket ter ere van Rousseau, waar hij spottend overladen werd met medailles en werd uitgelachen.
Rousseau is nooit buiten Frankrijk geweest, en moet zijn inspiratie dan ook uit geïllustreerde boeken en botanische tuinen hebben gehaald. Overigens beweerde hij tijdens zijn diensttijd naar Mexico te zijn uitgezonden.
Henri Rousseau stierf op 66-jarige leeftijd.

## Schilderstijl

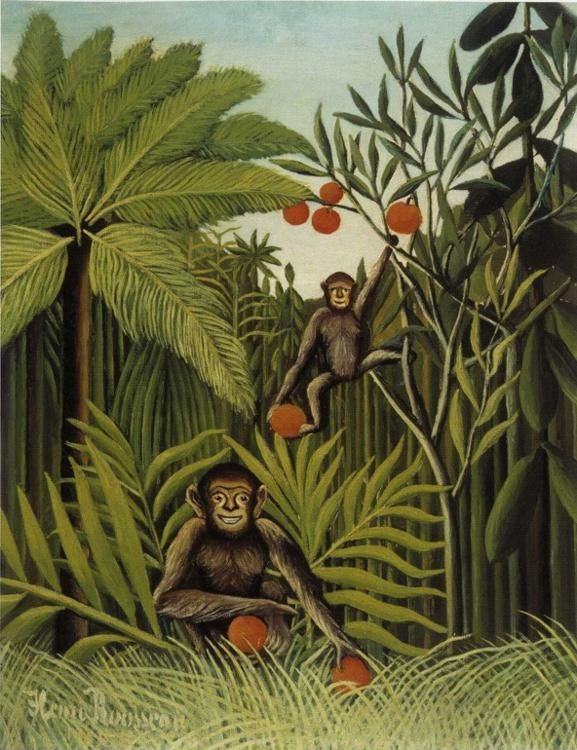
Twee apen in de jungle, 1909

De werken van Henri Rousseau behoren tot het postimpressionisme. Hij werkte in een naïeve of primitieve stijl. Hij werkte lang aan zijn schilderijen en heeft dan ook geen groot oeuvre. Rousseau schilderde over het algemeen landschappen, soms een stadsbeeld, met op de voorgrond een figuur. Hij noemde dit zijn 'portretlandschappen'. Het meest bekend van hem zijn zijn junglescènes, waarvoor hij inspiratie opdeed tijdens zijn bezoeken aan het Natuurhistorisch Museum en de kassen in de Jardin des Plantes in Parijs.

## Werken

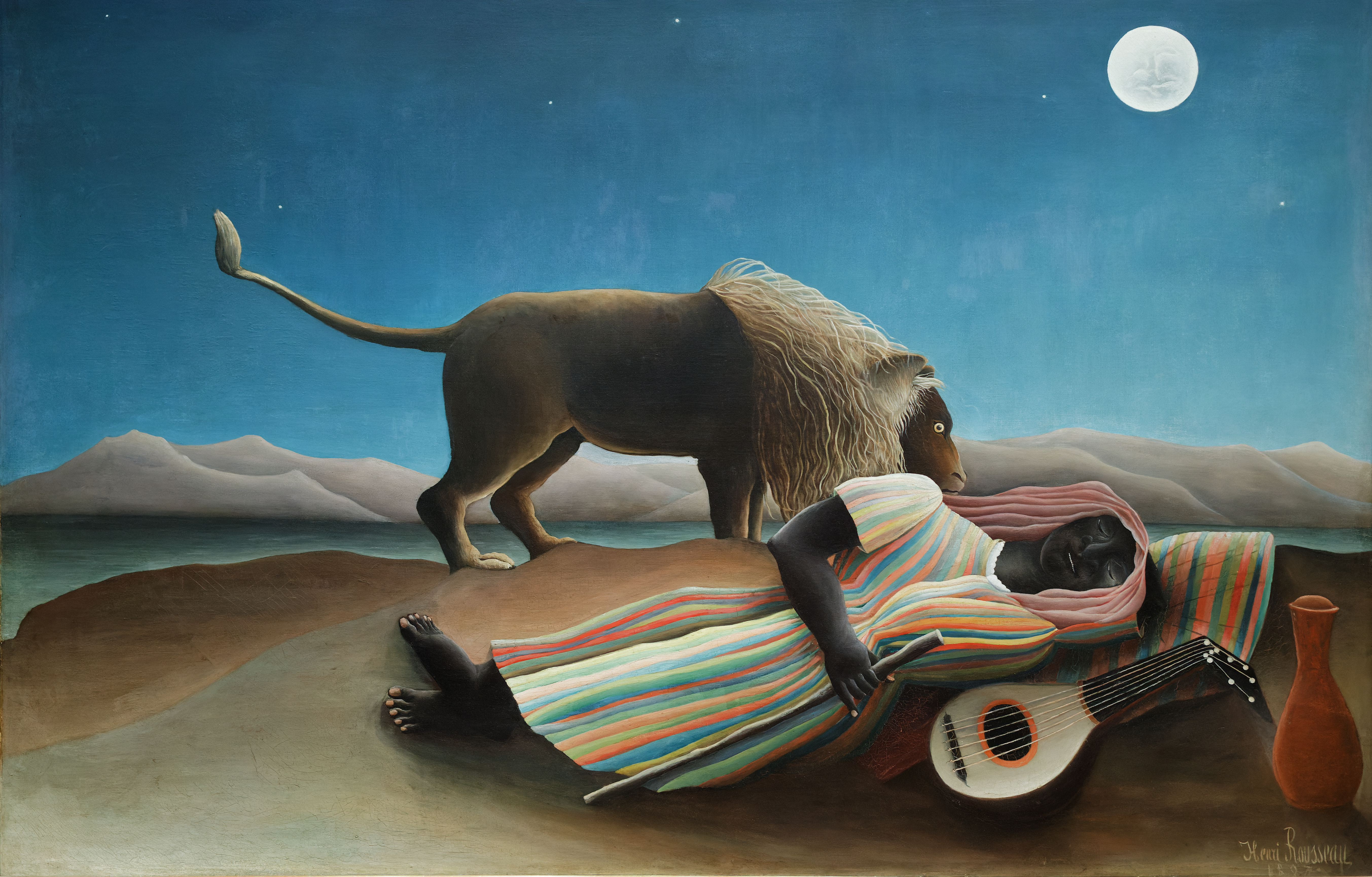
De Slapende Zigeuner, 1897, Museum of Modern Art, New York

Het eerste schilderij van de jungle dat hij schilderde, was Tigre dans une tempête tropicale, ook Surpris! genoemd, uit 1891. Hij schilderde in lagen, beginnend met een blauwe lucht en eindigend met allerlei dieren en bloemen op de voorgrond. Voor zijn jungles gebruikte Rousseau een zeer ruime variëteit, meer dan 50, groentinten. In zijn jungles zijn altijd dieren verborgen. In het Museum of Modern Art in New York hangt De slapende zigeuner. Hierop is een leeuw afgebeeld die aan een slapende vrouw snuffelt. Dit schilderij werd afgewezen voor de officiële salon van 1897 en vervolgens tentoongesteld op de Salon des Indépendants.
In 1911 werd er in de Salon des Indépendants een retrospectief tentoongesteld. Zijn werk was tevens te zien op de eerste tentoonstelling van Der Blaue Reiter.

## Musea
Werken van Henri Rousseau zijn onder andere te vinden in de volgende musea:
- Fine Arts Museums of San Francisco in San Francisco
- Guggenheim Museum in New York
- Hermitage in Sint-Petersburg
- J. Paul Getty Museum in Los Angeles
- Metropolitan Museum of Art en Museum of Modern Art in New York
- Museum of Fine Arts in Houston
- Museum of Fine Arts in Boston
- National Gallery of Art in Washington
- Nationale Galerie in Praag
- Musée d'Orsay en Musée de l'Orangerie in Parijs
- Zander Collection in Keulen

- Bibsys: 90157372
- Biblioteca Nacional de España: XX893333
- Bibliothèque nationale de France: cb11922875v (data)
- Catàleg d'autoritats de noms i títols de Catalunya: 981058514105806706
- CiNii: DA02255873
- Gemeinsame Normdatei: 118603418
- International Standard Name Identifier: 0000 0001 2099 2543
- Library of Congress Control Number: n79126804
- Nationale Bibliotheek van Letland: 000072271
- MusicBrainz: d59b49ef-252b-4bfb-b976-81b9aa689b82
- Bibliotheek van het Japanse parlement: 00454828
- National Gallery of Victoria: 6347
- Nationale Bibliotheek van Tsjechië: jn19990007192
- Nationale bibliotheek van Australië: 35465208
- Nationale Bibliotheek van Israël: 987007276183205171
- Nationale Bibliotheek van Polen: a0000001606393
- Nationale en Universitaire bibliotheek Zagreb: 000045333
- Nederlandse Thesaurus van Auteursnamen: 069212449
- Réseau des bibliothèques de Suisse occidentale: 02-A000139766
- RKD-Nederlands Instituut voor Kunstgeschiedenis: 68557
- Istituto Centrale per il Catalogo Unico: RAVV015715
- LIBRIS: 244374
- SNAC: w64x5fk8
- Système universitaire de documentation: 027319598
- Museum of New Zealand Te Papa Tongarewa: 39260
- Trove: 962780
- Union List of Artist Names: 500115462
- Virtual International Authority File: 14776193
- WorldCat: E39PBJpYwwKBHHVfBvfY838Qv3